# Burbank Films Australia
Burbank Films Australia fue un estudio productor de animación cuya más antigua obra se estrenó en 1982, aunque se desconoce el año exacto de su fundación. Hoy en día el estudio ha cesado de existir y sus obras han pasado a ser parte del dominio público en países alrededor del mundo. A principios de los años 1990, el estudio resurgió cómo Burbank Animation Studios, el cual aún existe en la actualidad.

## Historia
En un periodo de nueve años, la empresa produjo numerosas adaptaciones animadas de diferentes obras literarias del mundo occidental en diversas categorías. Sus primeras obras fueron una serie de adaptaciones de alrededor de 72 minutos de duración, las cuales estaban basadas en las diferentes obras del escritor inglés Charles Dickens, entre ellas Oliver Twist (1982) y David Copperfield (1983). Más adelante, el estudio comenzó una diversa serie de adaptaciones de las obras de diferentes escritores: Veinte mil leguas de viaje submarino (1985), Los tres mosqueteros (1986), Don Quijote de La Mancha (1987), El viento en los sauces (1988) y de Lewis Carroll, Alicia en el País de las Maravillas (1988), entre otras; todas constaban con alrededor de 50 minutos de duración.

## Filmografía
- A Christmas Carol (1982)
- Oliver Twist (1982)
- David Copperfield (1983)
- Great Expectations (1983)
- Sherlock Holmes and a Study in Scarlet (1983)
- Sherlock Holmes and the Baskerville Curse (1983)
- Sheelock Holmes and the Sign of Four (1983)
- Sherlock Holmes and the Valley of Fear (1983)
- A Tale of Two Cities (1984)
- The Old Curiosily Shop (1984)
- The Adventures of Robin Hood (1985)
- 20,000 Leagues Under the Sea (1985)
- Nicholas Nickledy (1985)
- The Man in the Iron Mask (1985)
- The Pickwick Papers (1985)
- Dr. Jekll and Mr. Hyde (1986)
- Ivanhoe (1986)
- Kidnapped (1986)
- Black Beauty (1987)
- Don Quixote of La Mancha (1987)
- Rob Roy (1964)
- The Last of the Mohicans (1987)
- The Odyssey (1987)
- Alice in Wonderland (1988)
- Peter Pan (1988)
- Prisoner of Zenda (1988)
- Westward Ho! (1988)
- Wind in the Willows (1988)
- The Corsican Brothers (1989)